# كأس التحدي أسيا - أوقيانوسيا
كأس التحدي أسيا - أوقيانوسيا لكرة القدم هي بطولة كانت تقام سابقا أنشئت بعد توقف لكأس الأمم الأفريقية الآسيوية. كان حدثًا نصف سنوي، حيث تم تمثيل أوقيانوسيا من قبل الفائزين بكأس أمم أوقيانوسيا وآسيا بالتناوب من قبل الفائزين بكأس آسيا وأولئك الذين شاركوا في دورة الألعاب الآسيوية، تم تنظيمها بنظام مباراة واحدة. أقيمت البطولة لأول مرة عام 2001 حيث فازت اليابان على أستراليا بنتيجة 3-0.

## النتائج
| السنة | الفائزون  | نتيجة | الوصيف      | مكان        | موقع              | حضور   |
| ----- | --------- | ----- | ----------- | ----------- | ----------------- | ------ |
| 2001  | · اليابان | 3–0   | · أستراليا  | ملعب شيزوكا | فوكوروي ، اليابان | 46,404 |
| 2003  | · إيران   | 3–0   | · نيوزيلندا | ملعب آزادي  | طهران ، إيران     | 50,000 |

### النتائج حسب الدولة
| البلد     | الفائز   | الوصيف   |
| --------- | -------- | -------- |
| اليابان   | 1 (2001) | —        |
| إيران     | 1 (2003) | —        |
| أستراليا  | —        | 1 (2001) |
| نيوزيلندا | —        | 1 (2003) |

### النتائج حسب الاتحاد
| الاتحاد          | الفائزون | الوصيف |
| ---------------- | -------- | ------ |
| الاتحاد الآسيوي  | 2        | 0      |
| اتحاد أوقيانوسيا | 0        | 2      |

## روابط خارجية
- كأس التحدي الآسيوي-الأوقيانوسي - RSSSF (أرشيف 29 مايو 2010)